# الفاتح حسين

 الفاتح حسين احمد عبد المجيد ، موسيقي ومؤلف وناقد سودانى. واحد اعمدة الموسيقي في السودان. ولد في مدينة ودمدنى عاصمة ولاية الجزيرة. له علامات وبصمات في الموسيقى الآلية والغنائية السودانية.

## حياته
ولد الفاتح حسين في مدينة ود مدني بحي دردق، يعمل محاضرا في كلية الموسيقى والدارما بجامعة السودان.

## المؤهلات العلمية
- دبلوم المعهد العالي للموسيقى والمسرح 1983م

- الفترة من 1990م وحتى 1997م تلقى دراسات عليا بأكاديمية روسيا للموسيقى في جمهورية روسيا

- نال درجة الماجستير من أكاديمية روسيا الموسيقية 1995م

- نال درجة الدكتوراة من أكاديمية روسيا 1997م

## المؤتمرات والمهرجانات التي شارك بها[2]
- مهرجان الموسيقى العربية بالجزائر في الدورة 1984م والدورة 1985م

- الشباب بكوريا الشمالية 1989م

- جرش للثقافة والفنون بالاردن أغسطس 2005م.

- الموسيقى الأفريقية بفرنسا نوفمبر 2006م

- مؤتمر الموسيقى العربية السابع عشر 2008م القاهرة

- الموسيقى العربية الثامن عشر 2009م القاهرة

- عضو لجنة تحكيم مهرجان ميلاد الاغنيات أكتوبر 2009

- مهرجان الخرطوم الدولى للموسيقى 2011م

- مهرجان اماسى الخرطوم 2011م

## مركز الفاتح حسين لتعليم الموسيقى للأطفال
إنشاء الفاتح حسين مركزا لتعليم الأطفال فنون الموسيقى بالخرطوم.

## وصلات خارجية
- TEDxKhartoum- Elfatih husain -30/4/2011
- الموسيقار د. الفاتح حسين - مقطوعة ام رشيم
- لقاء مع الفاتح حسين
- موسيقى سودانية مع فرقة الفاتح حسين